# Vaagali
Vaagali est une petite île inhabitée des Maldives. C'est une île privée. Le nom de l'île signifie « île corallienne boisée ».

## Géographie
Vaagali est située dans le centre des Maldives, dans l'Ouest de l'atoll Malé Sud, dans la subdivision de Kaafu. 